# Roosna-Alliku (obec)
Obec Roosna-Alliku (estonsky Roosna-Alliku vald) je bývalá samosprávná jednotka estonského kraje Järvamaa, zahrnující městečko Roosna-Alliku a dvanáct okolních vesnic. V roce 2017 byla včleněna do statutárního města Paide. 